# Aegolipton marginale
Aegolipton marginale là một loài bọ cánh cứng trong họ Cerambycidae.